# Гиббс, Джеймс
Джеймс Гиббс (англ. James Gibbs; 23 декабря 1682, Абердин, Шотландия — 5 августа 1754, Лондон) — британский архитектор. Его индивидуальный стиль эволюционировал от барокко к классицизму георгианского периода, развивавшимся под влиянием Андреа Палладио.

## Биография
Джеймс Гиббс родился в Абердине, Шотландия, в небогатой семье торговца. Семья была католической. Гиббс получил образование в гимназии Абердина и Маришальском колледже (Marischal College). После смерти родителей в 1700 году он уехал к родственникам в Голландию. Позднее он совершил путешествие по Европе, посетив Фландрию, Францию, Швейцарию и Германию. Через некоторое время уехал в Рим.
В 1703 году поступил в шотландский колледж в Риме с намерением стать католическим священником. Однако уже в следующем году Гиббс оставил колледж и стал учеником в мастерской ведущего римского архитектора Карло Фонтаны, где и пробыл до 1709 года. Его также обучал Пьетро Франческо Гарроли, профессор перспективы в Академии Святого Луки. Находясь в Риме, Гиббс познакомился с Джоном Персивалем, 1-м графом Эгмонтом, который попытался убедить его переехать в Ирландию. Однако в ноябре 1708 года Гиббс вернулся в Лондон; его возвращение, вероятно, было связано с неизлечимой болезнью его сводного брата Уильяма, который умер до того, как Джеймс добрался до Британии.
Примерно в это же время Джеймс Гиббс встретил Эдварда Харли, 2-го графа Оксфорда и графа Мортимера, который станет его влиятельным покровителем и другом (позднее Гиббс перестроит дом графа Уимпол-холл), а также Джеймса Бриджеса, 1-го герцога Чандоса (для которого он станет одним из архитекторов, работавших с 1715 по 1719 год). В то время в Англии от аристократических покровителей и заказчиков зависело очень многое.
Джеймс Гиббс был в числе архитекторов, ответственных за строительство новых церквей в соответствии с Законом о пятидесяти новых церквях, принятым после «Большого пожара» Лондона 1666 года. В 1713 году он вместе с Николасом Хоксмуром был назначен геодезистом «Комиссии» (проекта) сэра Кристофера Рена по застройке Лондона в соответствии с новыми правилами во избежание дальнейших пожаров. Он занимал эту должность в течение двух лет.
В 1711 году Гиббс был одним из шестидесяти членов-основателей «Академии живописи и рисунка Кнеллера» (Kneller Academy of Painting and Drawing), основанной живописцем Готфридом Кнеллером. Гиббс владел значительной по тем временам библиотекой: более семисот книг, включая трактаты по архитектуре, альбомы и увражи, а также около сотни картин итальянских и голландских художников.
К 1743 году Гиббса, который любил вино и еду, стали называть «тучным» (corpulent). В июне 1749 года Гиббс отправился в курортный город Экс-ла-Шапель для лечения: он долго страдал от болей из-за камней в почках. Вернулся в Лондон в сентябре. Гиббс никогда не был женат. Он умер в своем лондонском доме на углу Уимпол-стрит и Генриетта-стрит 5 августа 1754 года и был похоронен в приходской церкви Сент-Мэрилебон, где была установлена скромная настенная табличка с памятной надписью.

## Архитектурное творчество
Гиббс был католиком по убеждению и консерватором (тори) в душе. Из-за этого он имел несколько отдалённое отношение к палладианскому движению, охватившему английскую архитектуру в его время, хотя и заимствовал элементы палладианской архитектуры. Однако он сумел приобрести ряд влиятельных покровителей благодаря опубликованным проектам, которые стали популярными в качестве образцов для других архитектoров. Об этом влиянии свидетельствует название «обрамления Гиббса» (Gibbs surround) для дверей и окон, которое он, конечно, не изобретал.
Наибольшее влияние на творчество Гиббса оказали постройки сэра Кристофера Рена, который поддерживал Гиббса на ранних этапах его карьеры. После «Большого пожара» Лондона 1666 года по генеральному плану К. Рена следовало строить дома во избежание дальнейших пожаров из красного кирпича на расстоянии друг от друга, с кровлями из сланца. План не был осуществлён полностью, но по проектам Рена в Лондоне построили пятьдесят одну приходскую церковь, из них четыре в неоготическом стиле. Церкви в стиле классицизма имели типовую композицию: один неф и башня со шпилем на западном фасаде. Эта схема, в частности, послужила одним из источников композиции Петропавловского собора в Санкт-Петербурге.
Гиббс формировал свой собственный стиль в русле своеобразного «барочного классицизма», характерного для времени правления королевы Анны (1702—1714), а также под влиянием форм итальянского барокко и построек Иниго Джрнса. Историк архитектуры Джон Саммерсон описывает его работу как воплощение архитектурных идей Рена, которые не были полностью реализованы в его собственных зданиях. Тем не менее, по мнению критика, Гиббс мало повлиял на последующее развитие британской архитектуры, в котором вскоре после его смерти возник неоклассицизм.
В 1714—1717 годах Гиббс выполнил свой первый крупный проект — церковь Сент Мэри-ле-Стрэнд на улице Стрэнд в Вестминстере, которую он описал как «первое общественное (так в оригинале) здание, в котором я работал после моего прибытия из Италии, расположенное в очень общественном месте, заказчики… не пожалели денег на украшение».
В 1722—1726 годах Гиббс создал один из самых значительных своих произведений — церковь Сент-Мартин-ин-зе-Филдз («Святого Мартина в полях») на Трафальгарской площади в Лондоне. Первоначальный проект храма, предусматривавший возведение круглого в плане здания, был отвергнут, и архитектор был вынужден возвести церковь базиликального плана («кораблём»). В Сент-Мартин-ин-зе-Филдз прослеживается влияние Кристофера Рена; в то же время у Гиббса, в отличие от Рена, колокольня не вырастает непосредственно из западного фасада, а сдвинута в глубину по средней оси здания. Несмотря на то, что это нововведение подверглось резкой критике со стороны современников, церковь Сент-Мартин-ин-зе-Филдс стала образцом для многочисленных англиканских церквей как в самой Англии, так и в североамериканских колониях.
В 1736—1749 годах Гиббс реализовал свой наиболее значительный и необычный проект — монументальную ротонду Рэдклиффа (оригинальное название: The Radcliffe Camera) для размещения Научной библиотеки Джона Рэдклиффа, медика и библиофила, оставившего после своей смерти в 1714 году 40 000 фунтов стерлингов на содержание библиотеки Оксфордского университета. Необычное для английской архитектуры монументальное здание в форме ротонды оформлено сдвоенными колоннами коринфского ордера, поднятыми на высокий цокольный этаж, подчёркнутым рустом, и увенчано большим «римским куполом».
Круглое здание библиотеки было впервые спланировано Н. Хоксмуром примерно в 1715 году, но в то время ничего не было сделано. Около 1736 года Хоксмур и Гиббс представили новые проекты, при этом предпочтение отдавалось прямоугольному плану типа базилики. Однако Гиббс в процессе разработки проекта отказался от этого плана в пользу ротондальной постройки, который опирался на схему Хоксмура 1715 года, что было очень смело. Считается, что в завершённом виде это здание отражает итальянские влияния, в частности знаменитую церковь Санта-Мария-делла-Салюте в Венеции Бальдассаре Лонгены (1631—1681) — редкий и для Венеции образец центрического здания.
Гиббс является автором одного из трёх «Палладиевых мостов» (созданных в Англии по проекту А. Палладио) в парке Стоу (Южная Англия) в 1738 году.

## Теоретические работы
Теоретические работы Гиббса были весьма востребованы его современниками, причём его учебное пособие по архитектуре с успехом использовалось ещё в XIX веке. Гиббс опубликовал первое издание «Книги об архитектуре» (A Book of Architecture), содержащее проекты зданий и деталей оформления, в 1728 году с посвящением одному из своих покровителей Кэмпбелл, Джон, 2-й герцог Аргайл Джону Кэмпбеллу, 2-му герцогу Аргайллу. Это был фолиант, содержащий архитектурные проекты, а также 150 листов гравюр, содержащих 380 различных рисунков. Джеймс Гиббс был первым британским архитектором, опубликовавшим книгу собственных проектов. Книга включает многочисленные проекты церквей, загородных домов, садовых, обелисков и мемориальных колонн, церковных памятников, а также кованые изделия, камины, оконные и дверные наличники, картуши и декоративные урны. На первой странице имеется объяснение, указывающее, что фолиант был задуман в качестве сборника образцов как для архитекторов, так и для заказчиков, в тех случаях, где отсутствует иная квалифицированная помощь.
Другие опубликованные работы Гиббса включают «Правила рисования некоторых частей архитектуры» (The Rules for Drawing the Several Parts of Architecture1732), в которых объяснялось, как рисовать классические ордеры и связанные с ними детали.
В 1752 году Гиббс опубликовал двухтомный перевод латинского текста книги «De Rebus Emanuelis» португальского епископа XVI века Жерома Осорио да Фонсека (английское название: «История португальцев во время правления Эмануэля». Это книга по истории с описаниями войн, путешествий из Африки в Китай (включая описания религиозных верований этих стран), а также первоначальной колонизации Бразилии.

## Галерея
- Церковь Сент Мэри-ле-Стрэнд. 1714—1717. Вестминстер
- Интерьер церкви
- Црковь Сент-Мартин-ин-зе-Филдз. 1722—1726. Лондон
- Церковь Святого Петра.
- Церковь Святого Михаила и всех святых. 1733–1747. Ворчестершир
- Дитчли-хаус. 1720. Оксфордшир
- «Камера Рэдклиффа». 1736—1749. Оксфорд
- «Камера Рэдклиффа». Интерьер
- Здание Сената. 1721–1730. Кембридж
- Больница Святого Варфоломея. Северный блок. 1728—1732. Лондон
- Кеннон-хаус. 1716–1719. Проект. Здание разрушено в 1747 г.
- Палладиев мост. 1738. Стоу, Букингемпшир
- Таун-холл. 1749–1750. Уоррингтон